# Richard Sylvius
Richard Sylvius var en organist och konterfejare verksam under senare hälften av 1600-talet.
Sylvius har nämnts som upphovsman till porträtten över kommendanten Peter Makeléer, greve Magnus Gabriel De la Gardie och pfalzgreve Adolf Johan av Pfalz-Zweibrücken. Sixten Strömbom skrev ett negativt omdöme om Adolf Johans porträtt där han menade att trots namnbeskrivningen kan man inte identifiera porträttet som Adolf Johan inte heller föreställer det Johan den yngre trots att en sådan bestämning bättre skulle passa i tid. Porträttet framställer en fetlagd ung herre i romersk harnesk och guldbroscherad toga. Sylvius är representerad vid porträttsamlingen på Gripsholm.